# Paul Cadmus
Paul Cadmus (Nueva York, 17 de diciembre de 1904 - Weston, Connecticut, 12 de diciembre de 1999) fue un pintor estadounidense, conocido por sus pinturas y dibujos de desnudos masculinos. Su obra combina elementos de homoerotismo y crítica social, con un estilo llamado a menudo realismo pictórico. 

## Biografía
En 1934 pintó The Fleet's In!, en la que aparecen marineros, mujeres y un homosexual, por lo que fue objeto de controversia pública y retirada de la Galería Corcoran, lo que ayudó a lanzar su carrera. Trabajó como ilustrador comercial, pero su pareja, el artista Jared French, le convenció para que se dedicase por completo a la pintura.
Vivió con Jon Anderson, su compañero sentimental durante 35 años, e inspiración de muchos de sus trabajos. 
Cadmus murió en 1999 en su casa de Weston, Connecticut, cinco días antes de su 95 cumpleaños.

## Biografías
- Sutherland, David. Paul Cadmus, Enfant Terrible at 80., 1984.
- Kirstein, Lincoln. Paul Cadmus, 1984.
- The Drawings of Paul Cadmus.
- Spring, Justin. Paul Cadmus: The Male Nude (New York: Universe, 2002)

## Exhibiciones
- Corcoran Gallery, Washington D. C., 1935
- Midtown Galleries, Nueva York, 1937
- Baltimore Museum of Art, Baltimore, 1942
- Whitney Museum of American Art, Nueva York, 1996
- D.C. Moore Gallery, Nueva York, 1996